# Reese Witherspoon
Laura Jeanne Reese Witherspoon, bolje poznana kot Reese Witherspoon, ameriška filmska in televizijska igralka ter producentka, * 22. marec 1976, New Orleans, Louisiana, Združene države Amerike.
Reese Witherspoon je svojo prvo filmsko vlogo dobila leta 1991 in sicer je zaigrala glavno žensko vlogo v filmu The Man in the Moon; kasneje tistega leta je zaigrala tudi v televizijskem filmu Wildflower. Leta 1996 se je Reese Witherspoon pojavila v filmih Avtocesta brez izhoda, temu pa so sledili trije pomembnejši filmi leta 1998: Nočna dostava, Pleasantville in Somrak. Naslednjega leta je zaigrala v kritično uspešnem filmu Šolske volitve, ki ji je prislužil nominacijo za Zlati globus. Leta 2001 je postala svetovno znana z vlogo Elle Woods v filmu Blondinka s Harvarda, leta 2002 pa je dobila glavno vlogo v filmu Melanie se poroči, ki je ostaja njen najbolj komercialni film še danes. Leta 2003 se je kot igralka in producentka vrnila v nadaljevanje filma Blondinka s Harvarda, Blondinka s Harvarda 2. Leta 2005 je Reese Witherspoon upodobila June Carter Cash v filmu Hoja po robu in tako postala svetovno priznana in opažena igralka. Njena upodobitev June Carter Cash ji je prislužila nagrade Oskar, Zlati globus, BAFTA in Screen Actors Guild Award za najboljšo igralko.
Reese Witherspoon se je poročila s soigralcem iz filma Podle igre, Ryanom Phillippeom, leta 1999; par ima dva otroka, deklico Avo in dečka Deacona. Igralca sta se razšla pozno leta 2006 in se ločila v oktobru 2007. Drugič se je poročila leta 2011, in sicer z agentom Jimom Tothom. Reese Witherspoon ima v lasti produkcijsko podjetje, imenovano Type A Films, in je vpletena v več otroških in ženskih zagovorniških dogodkov. Je članica dobrodelne organizacije Children's Defense Fund (CDF), leta 2007 pa bila je imenovana tudi za globalno ambasadorko pri organizaciji Avon Products, danes pa je častna predsednica Avon Foundation.

## Zgodnje življenje in izobrazba
Laura Jeanne Reese Witherspoon se je rodila v bivši južno-baptistski bolnišnici (zdaj imenovana Ochsner Baptist Medical Center) v New Orleansu, Louisiana, Združene države Amerike, kjer sta njena starša živela, ko je njen oče študiral medicino na univerzi Tulane University. Ima starejšega brata Johna D. Witherspoona. Njen oče, John Witherspoon, je otorinolaringolog, rojen v Georgiji, ki je kot podpolkovnik služil vojski Združenih držav Amerike. Njena mama, Betty Witherspoon (rojena Reese), prihaja iz Harrimana, Tennessee in je učila zdravstveno nego na univerzi Vanderbilt University. Reese Witherspoon naj bi bila potomka Johna Witherspoona, rojenega na Škotskem, šestega predsednika univerze Princeton University in podpisnika deklaracije neodvisnosti ZDA. Ta trditev pa sicer ni bila nikoli preverjena. Ker je njen oče za vojsko Združenih držav delal tudi v Wiesbadenu, Nemčija, je Reese Witherspoon kot otrok štiri leta preživela tam. Po vrnitvi v ZDA se je družina ustalila v Nashvilleu, Tennessee, kjer je preživela preostanek otroštva, in bila vzgojena v episkopski veri.
Reese Witherspoon je bila pri sedmih letih izbrana za fotomodel v cvetličarskih televizijskih oglasih, kar jo je pripravilo k temu, da je začela obiskovati učne ure igranja. Pri enajstih letih je zasedla prvo mesto na tekmovanju talentov iz desetih držav. Reese Witherspoon je v šoli prejemala dobre ocene; oboževala je branje, sebe pa je kasneje označila za »veliko piflarko, ki bere debele knjige.« Pri omenjanju njene ljubezni do knjig, je dejala: »V knjigarni znorim. Srce mi hitro bije, saj želim pokupiti kar vse.« Reese Witherspoon se je šolala na šoli Harding Academy in diplomirala na prestižni dekliški šoli Harpeth Hall School v Nashvilleu, Tennessee, med tem časom pa je bila tudi navijačica. Na univerzi Stanford University je študirala angleško litearturo. Po enem letu študija je Stanford zapustila in se osredotočila na igralsko kariero.
Reese Witherspoon je ponosna na svojo »dokončno južno vzgojo«, saj naj bi ji slednja dala »občutek za družino in tradicijo«, pravi pa, da ji je privzgojila tudi »smisel za zaznavanje človekovih čustev, vljudnost, odgovornost in to, da si nikoli ne jemlje zaslug za stvari, ki jih ima v življenju.« Reese Witherspoon so njeni starši v otroštvu nadeli vzdevek »Little Type A« (»mali tip A«). O svojih zgodnjih dosežkih je v intervjuju z revijo Interview povedala: »Nobenega izmed teh dosežkov nimam za izjemnega. Mogoče je tako zaradi odnosa, ki sem ga izbrala zato, da bi ohranila zdravo pamet in ostala na trdnih tleh. Odrasla sem v okolju, kjer ženske dosežejo veliko. In če temu ni tako, je tako zato, ker so izključene iz družbe.«

## Kariera

### Zgodnje delo (1990–1998)
Leta 1990 se je Reese Witherspoon udeležila odprte avdicije za vlogo v filmu The Man in the Moon skupaj s še nekaj prijatelji. Kasneje so jo sprejeli v igralsko ekipo, da bi zaigrala štirinajstletnico Diano Trant, ki doživi svojo prvo ljubezen, ko se zaljubi v svojega sedemnajstletnega soseda. Njen nastop je revija Variety obravnavala kot »dotik, ki se ga spominjaš,« kritik Roger Ebert pa je napisal: »Njen prvi poljub je ena izmed najbolj popolnih scen, kar sem jih kdaj videl v filmu.« Za to vlogo je Reese Witherspoon dobila nominacijo za nagrado Young Artist Award v kategoriji za »najboljšo mlado igralko«. Kasneje tistega leta se je pojavila v televizijskem filmu Wildflower, ki ga je režirala Diane Keaton, poleg nje pa je zaigrala tudi Patricia Arquette. Leta 1992 se je Reese Witherspoon pojavila v televizijskem filmu Desperate Choices: To Save My Child, kjer je upodobila bolno mlado deklico. Leta 1993 je zaigrala mlado ženo v CBS-jevi miniseriji Return to Lonesome Dove in dobila glavno vlogo Nonnie Parker, dekleta iz južne Afrike v Disneyjevem filmu A Far Off Place. V istem letu je imela Reese Witherspoon manjšo vlogo v filmu Jack the Bear, ki ji je prislužil nagrado Young Artist Award za najboljšo mlado soigralko. V naslednjem letu je dobila še eno glavno vlogo in sicer vlogo Wendy Pfister v filmu iz leta 1994, S.F.W., ki ga je režiral Jefery Levy.
Leta 1996 je dobila ponudbo za dve glavni vlogi v dveh filmih. Pojavila se je v trilerju Fear poleg igralcev Marka Wahlberga in Alysse Milano, kjer je zaigrala Nicole Walker, najstnico, ki je v razmerju s fantom, za katerega se izkaže, da je nasilen psihopat. Imela je tudi glavno vlogo v trilerju Avtocesta brez izhoda poleg Kieferja Sutherlanda in Brooke Shields. Njen lik, Vanessa Lutz, je revno dekle iz Los Angelesa, ki na poti do babičinega doma v Stocktonu na avtocesti naleti na serijskega morilca. Film je s strani medijev prejel pozitivne ocene. Novinar revije San Francisco Chronicle, Mick LaSalle, je napisal: »Witherspoonova, ki ima Teksaški naglas, je zaslepljevalna, popolnoma neverjetna v eni razmeri za drugo« Za svoj nastop v filmu je prejela nagrado Cognac Police Film Festival v kategoriji za »najboljšo igralko«. Trženje filma je za Reese Witherspoon predstavljalo dobro izkušnjo; nekoč je povedala: »Ko sem premagala vse ovire za ta film - ki so me na smrt prestrašile - sem se počutila, kot da lahko poskusim vse.« Po končanem filmu Avtocesta brez izhoda si je Reese Witherspoon vzela leto premora in začela hoditi z igralcem Ryanom Phillippeom. V filme se je vrnila leta 1998 in sicer s projekti Nočna dostava, Pleasantville in Somrak. V filmu Pleasantville je poleg nje igral tudi Tobey Maguire. Film je govoril o dveh najstnikih, bratu in sestri, iz devetdesetih, ki se magično prestavi v televizijsko serijo iz petdesetih let. Upodobila je mlajšo sestro Jennifer, ki se ukvarja predvsem z nastopi, odnosi in popularnostjo. Njen nastop ji je prislužil nagrado Young Hollywood Award v kategoriji za »najboljši preboj ženske igralke«. Režiser Gary Ross je dejal, da trdno verjame, da bo Reese Witherspoon postala izstopajoča filmska zvezda.

### Zgodnji uspeh (1999–2000)
Reese Witherspoon je leta 1999 poleg Alessandra Nivole zaigrala v modernem dramskem trilerju Best Laid Plans; upodobila je Lisso, mlado žensko, ki skupaj s svojim ljubimcem Nickom namerava zbežati iz majhnega mesta. Istega leta je poleg Sarah Michelle Gellar in Ryana Phillippea zaigrala v filmu Podle igre, moderni filmski upodobitvi francoskega romana iz osemnajstega stoletja, Nevarna razmerja. Njeno upodobitev Annette Hargrove so filmski kritiki v glavnem hvalili. San Francisco Chronicle je napisal: »Witherspoonova je najboljša v vlogah z manj blišča, in celo, ko jo pozovejo na snemanje serije ljubkih vražjih obrazov, vlogo sprejme.« Pojavila se je tudi v videospotu Marcy Playground za soundtrack filma. V istem letu sta Reese Witherspoon in Matthew Broderick zaigrala v filmski upodobitvi romana iz leta 1998, Šolske volitve, ki ga je napisal Tom Perrotta. Upodobila je Tracy Flick, tekmovalno in ambiciozno uspešno dekle, ki se poteguje za mesto šolske predsednice. Prejela je precej pozornosti kritikov, vloga pa ji je prinesla tudi nagradi National Society of Film Critics in Online Film Critics Society v kategoriji za »najboljšo igralko« ter prvo nominacijo za Zlati globus in nominacijo za nagrado Independent Spirit Award. Reese Witherspoon se je uvrstila tudi na seznam revije Premiere, 100 najboljših filmskih nastopov vseh časov. Z Oskarjem nagrajen režiser Alexander Payne jo je pohvalil: »Je tiste kakovosti, ki moške privlači, med tem ko bi ženske rade postale njene prijateljice. Ampak to je samo temelj. Nihče drug ni tako smešen ali prinese takšnega čara v stvari. Ona zmore vse.« Kljub njenemu uspešnemu nastopu, je Reese Witherspoon v nekem intervjuju dejala, da si je želela najti delo tudi po koncu filma. Ko so analizirali razloge, zakaj je težko najti delo, je Reese Witherspoon povedala: »Mislim, da zato, ker je bil lik, ki sem ga igrala tako ekstremen - ljudje mislijo, da sem takšna tudi jaz, ne pa, da sem se preprosto vživela v vlogo. Odšla sem na avdicije, ampak vedno sem bila druga izbira - studiji me niso želeli najeti in vloge nisem izgubljala proti slavnim igralkam, temveč proti ljudem, ob katerih so se ostali počutili drugače.«
Leta 2000 je Reese Witherspoon prejela stransko vlogo v filmu Ameriški psiho in se pojavila v filmu Vražji Nicky. Kot zvezdniška gostja se je pojavila tudi v šesti sezoni televizijske serije Prijatelji, kjer je v dveh epizodah zaigrala Jill Green, sestro Rachel Green. V naslednjem letu je glas posodila Sereni v animiranem filmu The Trumpet of the Swan, ki ga je produciralo podjetje Crest Animation Productions.

### Svetovna slava (2001–2004)
Leto 2001 se označuje za najpomembnejšo točko v karieri Reese Witherspoon, saj je tistega leta zaigrala v filmu Blondinka s Harvarda. V filmu je imela vlogo Elle Woods, trgovko večjih modnih trgovin, ki se odloči postati študentka prava in tako sledi svojemu bivšemu fantu na univerzo Harvard University. O svojemu liku je Reese Witherspoon povedala: »Ko sem prebrala scenarij za Blondinko s Harvarda, sem si rekla: 'Prihaja z Beverly Hillsa in je bogata. Ima enkratnega fanta. Oh, ja, da jo na čevelj. Koga briga? Še vseeno jo sovražim!' Zato pa so me prepričali, da je ona takšne vrste oseba, ki je ne moreš sovražiti.« Blondinka s Harvarda je zaslužila 96 milijonov dolarjev samo v Združenih državah Amerike. Njen nastop so pohvalili mnogi filmski kritiki in novinarji so jo začeli imenovati za »novo Meg Ryan«. Roger Ebert je komentiral: »Witherspoonova z lahkoto zaigra ta lik z veseljem in duhovitostjo«, spletna stran Salon.com pa je napisala, da »[Reese Witherspoon] zariše lepoto lika Elle«. Med tem je revija Seattle Post-Intelligencer objavila: »Witherspoonova je nadarjena komedijantka, ki s šolske scene šele koraka k celoti, to malo komedijo pa je posnela skoraj z levo roko.« Za svoje delo si je Reese Witherspoon prislužila drugo nominacijo za Zlati globus v kategoriji za »najboljšo igralko« ter nagrado MTV Movie Award za »najboljši komični nastop«.
Po filmu Blondinka s Harvarda je Reese Witherspoon zaigrala še v mnogih drugih vlogah. Leta 2002 je glas posodila Greti Wolfcastle v epizodi animirane televizijske serije Simpsonovi, naslovljeni kot »The Bart Wants What It Wants«. V istem letu je upodobila Cecily v komediji Važno je imenovati se Ernest, filmski upodobitvi gledališke igre Oscarja Wildea; za svoj nastop je prejela nominacijo za nagrado Teen Choice Award.
Njen naslednji pomembnejši film je prišel na vrsto leta 2002 in sicer je bil to film režiserja Andyja Tennanta, Melanie se poroči. Reese Witherspoon je poleg igralcev Josha Lucasa in Patricka Dempseyja upodobila Melanie Carmichael, mlado modno oblikovalko, ki se želi poročiti s politikom iz New Yorka, vendar se mora za to vrniti v rodno Alabamo, da se loči od svojega ljubčka iz otroštva, s katerim se je razšla pred sedmimi leti. Reese Witherspoon je vlogo Melanie označila za »zasebno vlogo,« saj jo film spominja na njeno selitev iz Nashvillea v Los Angeles. Film je postal njen najbolje prodajan film, saj je samo v prvem tednu od premiere zaslužil 35 milijonov dolarjev, do danes pa samo v ZDA več kot 127 milijonov dolarjev. Kljub komercialnemu uspehu je film Melanie se poroči s strani kritikov prejel v glavnem negativne ocene. The Miami Herald ga je označil za romantično »komedijo, ki je tako klasična, dolgočasna in predvidljiva,« mediji pa so se strinjali, da je Reese Witherspoon edini faktor, zaradi katerega je film prejel toliko pozornosti s strani občinstva. V opisu njene vloge v filmu je revija The Christian Science Monitor objavila: »Lik ni glavna atrakcija, temveč edina atrakcija tega filma.«
Leta 2003 je Reese Witherspoon posnela nadaljevanje filma Blondinka s Harvarda, Blondinka s Harvarda 2. Njen lik, Elle Woods, je postal odvetnica, izšolana na Harvardu, ki se odloči obvarovati živali pred tem, da na njih testirajo kozmetiko. Nadaljevanje ni bilo finančno tako uspešno, kot prejšnji film in je v glavnem prejelo negativne ocene s strani kritikov. USA Today je menil, da film ni »nadgrajen, zabaven in je skoraj pomilovanja vreden,« vendar je napisal tudi, da »Reese Witherspoon še vedno dobro opravlja svoje delo pri upodobitvi plavolase ljubeznive pravnice, vendar je njen vrhunski nastop zapravljen na dialogu brez humorja.« Med tem je spletna stran Salon.com napisala, da nadaljevanje »ne vsebuje ničesar, ob čemer smo uživali v prvem filmu.« Kljub grajam filmskih kritikov je film v prvih petih dneh od izida zaslužil že 39 milijonov dolarjev, do danes pa je v Združenih državah Amerike prodal nekaj več kot 90 milijonov ameriških dolarjev. Reese Witherspoon so za njeno delo plačali 15 milijonov dolarjev, zaradi česar je postala ena izmed najbolje plačanih igralk v Hollywoodu od leta 2002 dalje.
Leta 2004 je Reese Witherspoon zaigrala v filmu Semenj ničevosti, filmski upodobitvi istoimenskega romana iz devetnajstega stoletja, ki ga je režirala Mira Nair. Njen lik - Becky Sharp - je ženska, katere obubožano otroštvo jo spremeni v ambiciozno osebo, ki sprejema neusmiljene odločitve, da bi si našla in si vzpostavila položaj v družbi. Reese Witherspoon je bila med snemanjem filma noseča, zato so jo morali kostumirati previdno, da bi prikrili njeno nosečnost. Ta nosečnost ni bila ovira pri delu, kot pravi Reese Witherspoon, menda naj bi ji celo pomagala bolje upodobiti Becky Sharp: »Obožujem svetle občutke, ki jih prinese nosečnost, obožujem vse dele nosečnosti - to mi je dalo veliko več moči za igranje.« Film in njena upodobitev Sharpove sta prejeli v glavnem dobre ocene s strani kritikov. Revija The Hollywood Reporter je objavila: »Igralska ekipa Nairove je enkratna. Reese Witherspoon v celoti upošteva sočno vlogo, kar ji daje več vzgona kot nagajivosti.« Ob istem času je revija The Charlotte Observer njeno delo označila za »odličen nastop, ki je do konca izpiljen,« Los Angeles Times pa je napisal, da je Becky Sharp »vloga, za katero je bila Reese Witherspoon rojena.«

### Hoja po robuin prihodnja dela (2005–danes)
Pozno leta 2004 je Reese Witherspoon poleg Marka Ruffala začela delati na romantični komediji Kot v nebesih. Njen lik, Elizabeth Masterson, je ambiciozna mlada zdravnica, ki je v komi zaradi resne prometne nesreče, ki jo je doživela; njen lik se vrne v njeno stanovanje, kjer kasneje najde pravo ljubezen.
Prej tistega leta je bila Reese Witherspoon izbrana za upodobitev June Carter Cash, druge žene pevca in tekstopisca Johnnyja Casha v filmu Hoja po robu. Nikoli ni imela priložnosti spoznati June Carter Cash, saj je v času, ko je snemala film Semenj ničevosti, slednja umrla. Reese Witherspoon je za film sama zapela nekaj pesmi, kasneje pa je zapela tudi pred občinstvom v živo. Ko je izvedela za nastop v živo, je bila tako zaskrbljena, da je svojega odvetnika prosila za prekinitev filmske pogodbe. »Ta vloga je zame predstavljala največji izziv," je kasneje povedala v nekem intervjuju. "Še nikoli prej nisem pela službeno.« Nato se je za vlogo morala šest mesecev učiti petja. Njena upodobitev June Carter Cash je s strani filmskih kritikov v glavnem prejela pohvale in kritik Roger Ebert je napisal, da je njen nastop dodal »brezmejno energijo« filmu. Za svoj nastop je prejela več nagrad, med drugim tudi Zlati globus, Screen Actors Guild Award, BAFTA Award in Oskarja za najboljšo glavno igralko. Poleg kritičnega uspeha v filmski industriji sta Reese Witherspoon in njen sodelavec iz filma Hoja po robu, Joaquin Phoenix, prejela nominacijo za nagrado CMT Music Awards v kategoriji za »video s sodelovanjem leta.« Reese Witherspoon je izrazila svojo strast do filma: »V tem filmu mi je bilo zares všeč, da je realističen in upodobi nekakšen resničen zakon, resnično razmerje s prepovedanimi mislimi in pogrešivostmi. In gre se za sočutja na dolge razdalje, ne samo za lahke rešitve problemov.« Spregovorila je tudi o June Carter Cash, za katero je povedala, da meni, da je bila ženska pred svojim časom: »Mislim, da je ena izmed zares izjemnih stvari na njenem liku je, da je delala vse stvari, ki jih imamo danes za normalne, v petdesetih pa za žensko niso bile zares sprejmljive – na primer da je bila dvakrat ločena, da je imela dva otroka z dvema različnima partnerjema in da je potovala naokrog v avtu, polnem slavnih glasbenikov, popolnoma sama. Ni se trudila biti v skladu s konvencijo tistega časa in to jo po mojem naredi za moderno žensko.«
Prva vloga Reese Witherspoon po Oskarju je prišla z moderno pravljico Penelope, v kateri je igrala skupaj s Christino Ricci. Imela je stransko vlogo Annie, najboljše prijateljice Penelope, deklice, ki živi v družini, nad katero visi urok. Film je produciralo produkcijsko podjetje Reese Witherspoon, Type A Films, premiero pa je doživelo na filmskem festivalu Toronto International Film Festival leta 2006. Po tem, ko so preklicali dva datuma za izid filma Penelope, je film dokončno izšel šele februarja 2008.
Reese Witherspoon je v ospredje kamer ponovno prišla šele v novembru leta 2006, ko je začela s snemanjem političnega trilerja Ugrabitev. V njem je zaigrala poleg igralcev, kot so Meryl Streep, Alan Arkin, Peter Sarsgaard in Jake Gyllenhaal, upodobila pa je Isabello El-Ibrahim, nosečo ženo osumljenca bombandiranja. Film Ugrabitev je izšel oktobra leta 2007 in postal prvi film Reese Witherspoon po filmu Hoja po robu iz leta 2005, ki je izšel tudi v kinematografih. Film je v glavnem prejel negativne ocene s strani filmskih kritikov in doživel razočaranje na filmskem festivalu Toronto Film Festival. Tudi nastop Reese Witherspoon je bil kritiziran: »Reese Witherspoon je presenetljivo brez življenja,« je napisala revija USA Today. »Običajno prilije energijo in duha svoji vlogi, vendar je tukaj njen nastop popolnoma neeneričen.«
Decembra 2007 je Reese Witherspoon zaigrala v novoletni komediji Božič na kvadrat, ki govori o paru, ki se na božični dan trudi obiskati vse svoje štiri ločene starše. V filmu poleg nje igra tudi Vince Vaughn. Film je izšel novembra 2008. Kljub temu, da so mu filmski kritiki dodelili le povprečne ocene, je film zaslužil veliko, saj je samo v Združenih državah zaslužil 120 milijonov dolarjev, po svetu pa več kot 157 milijonov. Reese Witherspoon je nato posodila glas Susan Murphy, glavnemu liku v 3-D animiranem filmu DreamWorks Animation, imenovanem Pošasti proti nezemljanom. Film je izšel 27. marca 2009.
Njeni prihajajoči projekti vključujejo upodobitev Lise, igralke košarke, v prihajajočem filmu Jamesa L. Brooksa, Everything You've Got. Film, v katerem bodo zaigrali tudi Jack Nicholson, Paul Rudd in Owen Wilson, je bil sneman v poletju in jeseni leta 2009 v Philadelphiji in Washingtonu, DC; izid zanj je napovedan za december 2010. Marca 2010 se je Reese Witherspoon začela trenirati za cirkusantko za svojo vlogo Marlene v prihajajočem filmu Voda za slone. Snemanje filma, v katerem igra poleg igralcev Christopha Waltza in Roberta Pattinsona, se je začelo v maju 2010. Reese Witherspoon bo glas posodila princesi Méridi v 3-D animiranem prihajajočem filmu Brave založb Pixar Animation Studios in Walt Disney Pictures, ki naj bi izšel v juniju 2012. Potrdili so tudi, da bo Reese Witherspoon producirala in igrala v filmu Pharm Girl, ki bo govoril o ženski v farmacevtski industriji. Njen naslednji prihajajoči projekt, This Means War, je vohunska komedija 20th Century Foxa, ki jo bo režiral McG, v njej pa bo Reese Witherspoon upodobila žensko, ki se znajde v centru prepira med dvema prijateljema, ki sta oba zaljubljena vanjo.
Ime Reese Witherspoon je bilo opaženo tudi v mnogih drugih prihajajočih filmih, vključno z različico Universal Pictures komedije iz leta 1939, Midnight, katere scenarij je napisal Michael Arndt in prihajajočo grozljivko Our Family Troubles, ki jo bo produciralo podjetje Type A z Jennifer Simpson, ko-producentko filma Blondinka s Harvarda 2.

## Dobrodelnost
Reese Witherspoon je akitvna članica mnogih organizacij za branjenje žensk in otrok. Je dolgoletna članica organizacije Save the Children, organizacije, ki otrokom po svetu omogoča izobrazbo, zdravstveno nego in nujno pomoč. Je tudi ena izmed članov organizacije Children's Defense Fund, ki raziskuje razne probleme revščine in zagovarja pravice otrok. Leta 2006 je Reese Witherspoon s skupino Hollywoodskih igralk odšla v New Orleans, Louisiana, kjer je v sklopu CDF-jevega projekta poskušala pomagati žrtvam orkana Katrina. Med tem potovanjem je pomagala javni šoli Freedom School, kjer je spoznala otroke in se pogovorila z njimi. Reese Witherspoon je kasneje dejala, da te izkušnje ne bo nikoli pozabila.
V letu 2007 je Reese Witherspoon podpisala letno pogodbo in postala prva globalna ambasadorka kozmetičnega podjetja Avon Products. Je tudi govornica podjetja Avon in častna predsednica Avon Foundation, dobrodelne organizacije za podporo ženskam, ki se osredotoča na raziskave raka na dojki in preprečevanju nasilja med partnerji.
Reese Witherspoon se je zavezala tudi k temu, da bo pomagala prodajati kozmetiko podjetja in se pojavljala v reklamah za podjetje. To naj bi storila zato, ker se je želela pridružiti dobrodelni organizaciji Avon Foundation: »Kot ženski in kot mami mi ni vseeno za to, kako se druge ženske in otroci po svetu počutijo in čez vsa ta leta iščem priložnosti za to, da bi spremenila svet.«

## Javna podoba
Po uspehu filma Blondinka s Harvarda je Reese Witherspoon 11. septembra leta 2001 vodila oddajo 'Saturday Night Live. Epizoda, ki jo je vodila, je bila prva epizoda, ki je izšla po uničenju centra World Trade Center 11. septembra. V letu 2005 ji je revija Teen People dodelila peto mesto na lestvici »najvplivnejših Hollywoodskih mladih igralcev.« V letu 2006 se je Reese Witherspoon uvrstila na seznam Time 100, »100 najvplivnejših ljudi na svetu«, ki so ga ustanovili v čast obletnice revije Time. Članek o njej, objavljen v reviji, je napisal njen prijatelj in soigralec iz filmov Blondinka s Harvarda, Luke Wilson. Istega leta se je uvrstila na lestvico »100 najprivlačnejših žensk na svetu« po izboru bralcev revije FHM. Reese Witherspoon se je v letih 2006 in 2007 pojavila tudi na seznamu »100 slavnih« in sicer na petinsedemdesetem in osemdesetem mestu. Revija Forbes jo je uvrstila tudi med 10 najbolj resnicoljubnih slavnih, sodeč po likih, ki jih je zaigrala.
Leta 2006 je revija Star objavila zgodbo, ki je trdila, da je Reese Witherspoon tretjič noseča, zaradi česar je Witherspoonova tožila revijino matično družbo, American Media Inc, zaradi vdora v zasebnost. V tožbi je zahtevala nedoločeno splošno in kazensko odškodnino, saj naj bi bil zaradi trditve, da je nosečnost prikrivala producentom njenega prihajajočega filma, oškodovan njen ugled.
Reese Witherspoon se je vsega skupaj štirikrat uvrstila na lestvico »100 najlepših ljudi« revije People. Leta 2007 sta jo reviji People in Access Hollywood imenovali za eno izmed najbolje oblečenih ženskih zvezdnic leta. Raziskava E-Poll Market Research je pokazala, da je Reese Witherspoon ena izmed najbolj simpatičnih slavnih osebnosti leta 2007. V istem letu se je Reese Witherspoon označila za eno izmed najbolje plačanih igralk v ameriški filmski industriji, saj za film zasluži od 15 do 20 milijonov dolarjev. Aprila 2008 se je kot gostovalna zvezdnica pojavila na kampanji Idol Gives Back.

## Ostali projekti
Reese Witherspoon je ustanovila produkcijsko podjetje Type A Films. Ime podjetja naj bi Reese Witherspoon po mnenju medijev izbrala na podlagi svojega vzdevka iz otroštva, »Little Miss Type A.« Kakorkoli že, ko so jo o podjetju povprašali v intervjuju z revijo Interview, je pojasnila izvor imena: »... vsi menijo, da sem podjetje poimenovala po sebi … To je bila v bistvu šala moje družine, ker sem pri sedmih letih že razumela komplicirane medicinske pogoje, kot so na primer razlika med osebnostjo tipa A in tipa B. Ampak zdaj si želim, da bi podjetje poimenovala Dogfood Films ali Fork ali kaj takšnega. Breme nosiš vse življenje.«

## Zasebno življenje
Reese Witherspoon je igralca Ryana Phillippea spoznala na rojstnodnevni zabavi za svoj enaindvajseti rojstni dan marca 1997, kjer se mu je predstavila z »Mislim, da si moje rojstnodnevno presenečenje.« Par se je zaročil decembra 1998, poročila pa sta se Charlestonu, Južna Karolina 5. junija 1999 v Wide Awake Plantationu, po izidu njune skupne uspešnice Podle igre. Imata dva otroka: hčerko, imenovano Ava Elizabeth, ki se je rodila 9. septembra 1999, in sina po imenu Deacon Reese, rojenega 23. oktobra 2003. Da bi lahko pazila na svoje otroke, par filme snemata ob različnih časih. Leta 2005 je v odziv novicam, da bo zakon med njo in Phillippejem razpadel, Reese Witherspoon dejala: »Skozi to sva šla že v preteklosti in vedno se mi je zdelo čudno, da ljudje takoj zgrabijo to zgodbo in jo spremenijo tako, da je slišati zelo negativna.« V decembru 2005 je v oddaji The Oprah Winfrey Show dejala: »V kakšnem smislu je to zame ali za moj zakon slaba stvar? Ali zakon ni potovanje? … Nihče ni popoln … Vsi imamo svoje probleme.«
V oktobru 2006 sta Reese Witherspoon in Ryan Phillippe objavila, da sta se po sedmih letih zakona odločila tudi formalno ločiti. V naslednjem mesecu je Reese Witherspoon vložila zahtevo za ločitev, za razloge pa je citirala nezdružljive razlike. Reese Witherspoon in Ryan Phillippe imata skupno pravno skrbništvo nad otroki, kljub temu, da ima ona izključno fizično skrbništvo, on pa ima vse pravice do obiskov. Par ni imel nobene predporočne pogodbe, zaradi tega sta po kalifornijskem zakonu pridobila vsak polovico vseh sredstev, pridobljenih v času zakonske zveze, zaradi česar je Reese Witherspoon na boljšem  Reese Witherspoon ni zahtevala nobene preživnine od Phillippea, česar on ni izpodbijal. 15. maja 2007 je Ryan Phillippe vložil zahtevo za skupno psihično skrbništvo nad njunima otrokoma, pri čemur ga je Reese Witherspon podpirala. Septembra 2007 je Reese Witherspon prvič odkrito spregovorila o ločitvi za revijo Elle, kjer je povedala, da je bila ločitev zanjo »težavna in strašna izkušnja.« Dokončno sta se ločila 5. oktobra 2007.
Med letom 2007 so v medijih obstajale špekulacije o razmerju med Reese Witherspoon in njenim sodelavcem iz filma Ugrabitev, Jakeom Gyllenhaalom. Par je govorice jeseni leta 2007 na promociji filma Ugrabitev zanikal. Kakorkoli že, po ločitvi Reese Witherspoon od Ryana Phillippeja sta Witherspoonova in Gyllenhaal o svojem razmerju začela govoriti bolj odprto, zlasti po objavi fotografij paparacev, ki so ju ujeli na počitnicah v Rimu. Paparaci so par kasneje ujeli še večkrat. Marca 2008 je bil Phillippe prvi, ki je potrdil razmerje med intervjujem za promocijo njegovega zadnjega filma. Reese Witherspoon je svoje razmerje z Jakeom Gyllenhaalom prvič potrdila v intervjuju z revijo Vogue  novembra 2008, kjer je svojega fanta označila za »zelo podpornega«. Par naj bi se razšel novembra 2009, vendar je kasneje Witherspoonova novice zanikala, Gyllenhaalovi publicisti pa so objavili, da »sta še vedno skupaj.« Kakorkoli že, nekaj tednov kasneje je revija US Weekly objavila, da se je par vseeno razšel.

## Filmografija

### Kot igralka
| Leto | Naslov                              | Vloga                    | Opombe |
| ---- | ----------------------------------- | ------------------------ | --- |
| 1991 | The Man in the Moon                 | Dani Trant               | Nominirana - Young Artist Award za najboljšo mlado igralko v filmu |
| 1991 | Wildflower                          | Ellie Perkins            | |
| 1992 | Desperate Choices: To Save My Child | Cassie                   | |
| 1993 | A Far Off Place                     | Nonnie Parker            | |
| 1993 | Jack the Bear                       | Karen Morris             | Young Artist Award za najboljšo mlado soigralko |
| 1993 | Return to Lonesome Dove             | Ferris Dunnigan          | Miniserija |
| 1994 | S.F.W.                              | Wendy Pfister            | |
| 1996 | Avtocesta brez izhoda               | Vanessa                  | Cognac Festival du Film Policier Award za najboljšo igralko |
| 1996 | Fear                                | Nicole Walker            | |
| 1998 | Somrak                              | Mel Ames                 | |
| 1998 | Nočna dostava                       | Ivy Miller               | |
| 1998 | Pleasantville                       | Jennifer/Mary Sue        | Nominirana - Teen Choice Award za najbolj smešno sceno |
| 1999 | Podle igre                          | Annette Hargrove         | Blockbuster Entertainment Award za najljubšo stransko igralko Nominirana - Teen Choice Award za najbolj seksi ljubezensko sceno Nominirana - Teen Choice Award za izbiro igralke |
| 1999 | Šolske volitve                      | Tracy Flick              | Kansas City Film Critics Circle Award za najboljšo igralko National Society of Film Critics Award za najboljšo igralko Online Film Critics Society Award za najboljšo igralko Nominirana - American Comedy Award za najbolj smešno igralko v filmu Nominirana - Chicago Film Critics Association Award za najboljšo igralko Nominirana - Chlotrudis Award za najboljšo igralko Nominirana - Zlati globus za najboljšo igralko v filmu, muzikalu ali komediji Nominirana - Independent Spirit Award za najboljšo glavno žensko vlogo Nominirana - Las Vegas Film Critics Society Award za najboljšo igralko Nominirana - Satellite Award za najboljšega igralca v filmu, muzikalu ali komediji Nominirana - Teen Choice Award za izbiro igralke |
| 1999 | Best Laid Plans                     | Lissa                    | |
| 2000 | Vražji Nicky                        | Holly                    | Cameo |
| 2000 | Ameriški psiho                      | Evelyn Williams          | |
| 2001 | The Trumpet of the Swan             | Serena                   | Glas |
| 2001 | Blondinka s Harvarda                | Elle Woods               | MTV Movie Award za najboljši komični nastop MTV Movie Award za najboljšo obleko MTV Movie Award za najboljšo linijo Nominirana - Zlati globus za najboljšo igralko v filmu, muzikalu ali komediji Nominirana - MTV Movie Award za najboljši ženski nastop Nominirana - Satellite Award za najboljšo igralko v filmu, muzikalu ali komediji |
| 2002 | Važno je imenovati se Ernest        | Cecily Cardew            | Nominirana - Teen Choice Award za izbiro igralke |
| 2002 | Melanie se poroči                   | Melanie Carmichael       | Teen Choice Award za najboljšo šminko Nominirana - MTV Movie Award za najboljši ženski nastop Nominirana - Teen Choice Award za izbiro igralke |
| 2003 | Blondinka s Harvarda                | Elle Woods               | Tudi producentka |
| 2004 | Semenj ničevosti                    | Becky Sharp              | |
| 2005 | Hoja po robu                        | June Carter Cash         | Vokali Academy Award za najboljšo igralko Austin Film Critics Association Award za najboljšo igralko BAFTA Award za najboljšo glavno igralko Boston Society of Film Critics Award za najboljšo igralko Broadcast Film Critics Association Award za najboljšo igralko Florida Film Critics Circle Award za najboljšo igralko Zlati globus za najboljšo igralko v filmu, muzikalu ali komediji Kansas City Film Critics Circle Award za najboljšo igralko Las Vegas Film Critics Society Award za najboljšo igralko National Society of Film Critics Award za najboljšo igralko New York Film Critics Circle Award za najboljšo igralko Online Film Critics Society Award za najboljšo igralko San Francisco Film Critics Circle Award za najboljšo igralko Satellite Award za najboljšega igralca v filmu, muzikalu ali komediji Screen Actors Guild Award za najboljšo igralko v filmu Teen Choice Award za izbiro igralke Washington D.C. Area Film Critics Association Award za najboljšo igralko Nominirana - Empire Award za najboljšo igralko Nominirana - MTV Movie Award za najboljši nastop |
| 2005 | Kot v nebesih                       | Elizabeth Masterson      | |
| 2007 | Ugrabitev                           | Isabella El-Ibrahimi     | Nominirana - Teen Choice Award za izbiro igralke |
| 2008 | Penelope                            | Annie                    | |
| 2008 | Božič na kvadrat                    | Kate                     | |
| 2009 | Pošasti proti nezemljanom           | Susan Murphy / Ginormica | Glas |
| 2010 | How Do You Know                     | Lisa                     | |
| 2011 | Voda za slone                       | Marlena Rosenbluth       | |
| 2012 | To je vojna                         | Lauren Scott             | |

### Kot producentka
| Leto | Naslov                 | Opombe |
| ---- | ---------------------- | ------ |
| 2003 | Blondinka s Harvarda 2 |        |
| 2006 | Penelope               |        |
| 2008 | Božič na kvadrat       |        |
| 2009 | Blondinki z gimnazije  |        |
| 2011 | Pharm Girl             |        |

### Televizijske serije
| Leto | Naslov                                                | Vloga                    | Opombe                                                                                             |
| ---- | ----------------------------------------------------- | ------------------------ | -------------------------------------------------------------------------------------------------- |
| 2000 | King of the Hill                                      | Debbie                   | 2 epizodi glas                                                                                     |
| 2000 | Prijatelji                                            | Jill Green               | 2 epizodi Nominirana - American Comedy Award za najbolj smešno žensko gostjo v televizijski seriji |
| 2002 | Simpsonovi                                            | Greta Wolfcastle         | 1 epizoda glas                                                                                     |
| 2003 | Freedom: A History of Us                              | Več vlog                 | 3 epizode                                                                                          |
| 2009 | Monsters vs. Aliens: Mutant Pumpkins from Outer Space | Susan Murphy / Agromnika | Glas                                                                                               |

## Diskografija
- 2005 - Hoja po robu

## Nagrade in nominacije

### Prejete nagrade
- Oskarji

2005 - Najboljša glavna igralka (Hoja po robu)
- Austin Film Critics Association Awards

2005 - Najboljša igralka (Hoja po robu)
- BAFTA Awards

2005 - Najboljša glavna igralka (Hoja po robu)
- Blockbuster Entertainment Award

1999 - Najljubša stranska igralka (Podle igre)
- Boston Society of Film Critics Awards

2005 - Najboljša igralka (Hoja po robu)
- Broadcast Film Critics Association Awards

2005 - Najboljša igralka (Hoja po robu)
- Cognac Festival du Film Policier Awards

1996 - Najboljša igralka (Avtocesta brez izhoda)
- Florida Film Critics Circle Awards

2005 - Najboljša igralka (Hoja po robu)
- Kansas City Film Critics Circle

1999 - Najboljša igralka (Šolske volitve)
2005 - Najboljša igralka (Hoja po robu)
- Las Vegas Film Critics Society Awards

2005 - Najboljša igralka (Hoja po robu)
- MTV Movie Awards

2001 - Najboljši komični nastop (Blondinka s Harvarda)
2001 - Najboljša linija (Blondinka s Harvarda)
2001 - Najboljša obleka (Blondinka s Harvarda)
- National Society of Film Critics Awards

1999 - Najboljša igralka (Šolske volitve)
2005 - Najboljša igralka (Hoja po robu)
- New York Film Critics Circle Awards

2005 - Najboljša igralka (Hoja po robu)
- Online Film Critics Society Awards

1999 - Najboljša igralka (Šolske volitve)
2005 - Najboljša igralka (Hoja po robu)
- San Francisco Film Critics Circle Awards

2005 - Najboljša igralka (Hoja po robu)
- Satellite Awards

2005 - Najboljši igralec v filmu, muzikalu ali komediji
- Teen Choice Awards

2002 - Izbira filmske šminke (Melanie se poroči)
2005 - Izbira igralke (Hoja po robu)
- Young Artist Awards

1993 - Najboljša mlada soigralka (Jack the Bear)
- Young Hollywood Awards

1998 - Najboljši preboj ženske igralke (Pleasantville)
- Washington D.C. Area Film Critics Association Awards

2005 - Najboljša igralka (Hoja po robu)

### Nominacije
- American Comedy Awards

1999 - Najbolj smešna igralka v filmu (Šolske volitve)
2000 - Najbolj smešna gostja v televizijski seriji (Prijatelji)
- Chlotrudis Awards

1999 - Najboljša igralka (Šolske volitve)
- Chicago Film Critics Association Awards

1999 - Najboljša igralka (Šolske volitve)
- Empire Awards

2005 - Najboljša igralka (Hoja po robu)
- Independent Spirit Awards

1999 - Najboljša glavna ženska vloga (Šolske volitve)
- Las Vegas Film Critics Society Award

1999 - Najboljša igralka (Šolske volitve)
- MTV Movie Awards

2001 - Najboljši ženski nastop (Blondinka s Harvarda)
2002 - Najboljši ženski nastop (Melanie se poroči)
2005 - Najboljši nastop (Hoja po robu)
- Satellite Awards

1999 - Najboljši igralec v filmu, muzikalu ali komediji (Šolske volitve)
2001 - Najboljša igralka v filmu, muzikalu ali komediji (Blondinka s Harvarda)
- Teen Choice Awards

1998 - Najbolj smešna scena (Pleasantville)
1999 - Najbolj seksi ljubezenska scena (Podle igre)
1999 - Izbira igralke (Podle igre)
1999 - Izbira igralke (Šolske volitve)
2002 - Izbira igralke (Važno je imenovati se Ernest)
2002 - Izbira igralke (Melanie se poroči)
2007 - Izbira igralke (Ugrabitev)
- Young Artist Awards

1991 - Najboljša mlada igralka v filmu (The Man in the Moon)
- Zlati globusi

1999 - Najboljša igralka v filmu, muzikalu ali komediji (Šolske volitve)
2001 - Najboljša igralka v filmu, muzikalu ali komediji (Blondinka s Harvarda)